# Michael Ballack
Michael Ballack (Görlitz, NDK, 1976. szeptember 26. –) német labdarúgó, a német válogatott volt tagja és csapatkapitánya. Mezszáma mindig a 13-as volt. 36 évesen visszavonult.

## Játékstílusa
Ballack jól ismert sokoldalú és alkalmazkodó játékáról, ami lehetővé teszi, hogy ugyanolyan jól részt vegyen a támadásoknál, mint a védelemben. A középpálya minden részén bevethető, jól játszik támadó középpályásként, védekező középpályásként és szélsőként egyaránt. A világ egyik legjobb fejelő játékosa, ezenkívül mindkét lábával ugyanolyan jól lő. 2002-ben, 2003-ban és 2005-ben remek adottságai miatt az év német labdarúgójává választották. Őt csak a négyszeres győztes Franz Beckenbauer múlja felül.

## Pályafutása

### Bayern München

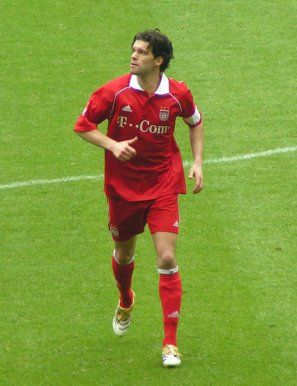
Ballack a Bayern Münchennél

A Real Madrid heves érdeklődése ellenére Ballack 2002-ben a Bayern Münchent választotta, a világbajnokság után csatlakozott a bajor csapathoz 12.9 millió euró ellenében. Első szezonjában a Bayern 75 ponttal megnyerte a Bundesligát, és a német kupát is. A második szezonban azonban sem a bajnoki címvédés, sem a kupagyőzelem nem sikerült.
Harmadik Bayernnél töltött szezonjában Ballack ismét duplázott a csapattal, újra elhódították a német kupát és a bajnoki serleget. Az új vezetőedző, Felix Magath kijelentette, hogy ő az egyetlen játékos, akinek biztos helye van a középpályán. A Bayernnél eltöltött négy szezon alatt Ballack három bajnoki címet és három német kupát nyert, és 135 mérkőzésen 47 gólt szerzett. 1998 és 2006 között pedig 75-ször volt eredményes, amivel a Bundesliga legerősebb középpályásai közé lépett.
Hiába játszott a bajnokságban tökéletesen, a Bajnokok Ligájában annál rosszabbul teljesített. A csapat sportigazgatója, Uli Hoeneß, Karl-Heinz Rummenigge és Franz Beckenbauer is nyíltan kritizálta a játékost.
Szerződése lejártának közeledtével a Bayern hosszabbítani akart a játékossal, de Ballack elutasította az ajánlatokat, így világossá vált, hogy mindenképpen távozik a klubtól.

### Chelsea
Ballack 2006. május 15-én egyezett meg a Chelsea-vel. Szerződése a Bayernnél lejárt, így a Bosman-szabály értelmében ingyen érkezett az angol klubhoz. A bajoroknál eltöltött utolsó szezonjában több nagy európai klub is érdeklődött iránta, úgy mint a Manchester United, a Real Madrid vagy az AC Milan, de Ballack a Chelsea-t választotta. Röviddel érkezése után azt nyilatkozta, hogy a londoni csapatnál szeretné befejezni pályafutását.
Mivel már elmúltam harmincéves, szinte biztos, hogy a Chelsea lesz pályafutásom utolsó csapata.
Ballack 2006. július 31-én debütált új csapatában egy barátságos mérkőzésen az Amerikai Egyesült Államokban. A következő napon megkapta a 13-as számú mezt, amit eddigi karrierje alatt minden klubjában viselt. A Premier League-ben 2006. augusztus 27-én mutatkozott be a Blackburn Rovers ellen, a Bajnokok Ligájában pedig a Werder Bremen ellen. Első gólját a Chelsea-ben a BL csoportkörében szerezte 2006. szeptember 21-én a Werder Bremen ellen.
Pályafutásának első piros lapját a Liverpool ellen 1–0-ra megnyert mérkőzésen kapta 2006. szeptember 17-én, miután rátaposott Mohamed Sissoko lábára. Első angol bajnoki gólját 2006. október 21-én szerezte a Portsmouth ellen hazai pályán fejeléssel. Az FA-kupában a Blackburn Rovers ellen, 2007. április 15-én volt először eredményes a 109. percben. Gólja továbbjutást eredményezett a Chelsea-nek a kupa döntőjébe. Első szezonjában 8 gólt szerzett, többek közt szabadrúgásból az Everton ellen a Goodison Parkban, valamint szép összejáték után félfordulatból az FC Porto ellen a Bajnokok Ligájában a 78. percben, amivel a negyeddöntőbe került a csapat.

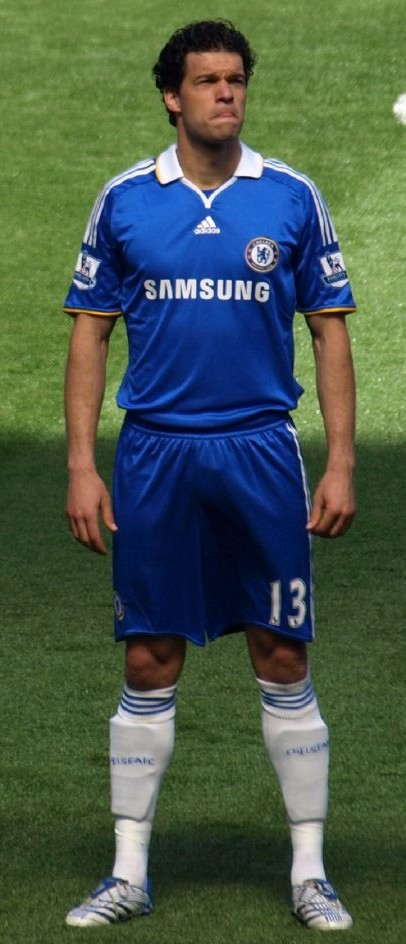
Ballack a Chelsea szineiben

2007. április 28-án a Chelsea közzétette a hivatalos honlapján, hogy Ballack bokaműtéten esett át Münchenben, ennek eredményeként nem játszott az FA-kupa döntőjében a Manchester United ellen. A mérkőzést csapata nyerte 1–0-ra Didier Drogba góljával. Ez volt Ballack második trófeája ebben a szezonban, az elsőt, a Ligakupát az Arsenal ellen hódították el februárban.
A következő szezonban a csapat kihagyta a középpályást a Bajnokok Ligája csoportmérkőzéseinek keretéből, mivel a sérülése megakadályozta volna a hasznos játékban. Helyette a teljesen egészséges Steve Sidwellt választották. Nyolc hónapig hiányzott a csapatból bokasérülése miatt, Ballack attól félt, hogy pályafutása talán veszélyben van, mivel ő is egyre idősebb lesz. 2007. december 19-én tért vissza a Liverpool ellen 2–0-ra megnyert Ligakupa-mérkőzésen, ahol gólpasszt adott Andrij Sevcsenkónak. A bajnokságban december 26-án játszott ismét az Aston Villa ellen, a mérkőzés 4–4-es döntetlenre végződött. A 26. percben lépett pályára Frank Lampard cseréjeként, miután utóbbi combsérülést szenvedett. Még az első félidőben büntetőt nyert csapatának, mivel Zat Knight buktatta a tizenhatoson belül. A büntetőt Sevcsenko értékesítette. A 88. percben 3–3-as állásnál Ballack szabadrúgásból szerzett gólt, de a végeredmény ennek ellenére 4–4 lett; a 90. percben egyenlített a Villa büntetőből.
A Newcastle United ellen 2007. december 29-én Ballack volt a csapatkapitány, mivel John Terry és Frank Lampard is hiányzott. 50. mérkőzését Chelsea-mezben a Fulham ellen 2–1-re megnyert találkozón játszotta, és a győztes gólt is ő szerezte. Szintén ő jegyezte a Reading elleni mérkőzés egyetlen találatát. Március 1-jén a West Ham United ellen volt eredménye, majd 4 nappal később, március 5-én ismét betalált az ellenfél hálójába, ezúttal az Olimbiakósz ellen a Bajnokok Ligája nyolcaddöntőjében. Ballack lett az egyetlen olyan játékos, aki négy különböző csapattal játszott a BL negyeddöntőjében, miután a Chelsea az Olympiacos legyőzésével bekerült a legjobb 4 közé. A negyeddöntő második mérkőzésén gólt szerzett a Fenerbahçe S.K. ellen. A 2–0-s győzelem helyet jelentett az elődöntőben.
Ballack további fontos gólok szerzője volt; 2008. április 26-án a Manchester United hálóját vette be kétszer is, először fejesből, utána büntetőből, góljaival a Chelsea nyert 2–1-re. Teljesítményéért a Mérkőzés játékosává választották. Ez a győzelem egyenlő pontszámra hozta a két csapatot a bajnokságban, mikor csupán két játéknap volt hátra. A szezon utolsó mérkőzése a Bajnokok Ligája döntője volt a csapat számára. A trófeát büntetőkkel veszítették el a Manchester United ellen; ugyanúgy a bajnokságban is alulmaradtak a Vörös Ördögökkel szemben. Ballack a Chelsea-ben három ezüstéremmel zárta a szezont, valamint válogatottja is elveszítette az Európa-bajnokság döntőjét a spanyolok ellen.

## Sikerei, díjai
Kaiserslautern
- Német bajnok – 1998

Bayer Leverkusen
- UEFA Bajnokok Ligája ezüstérmes – 2002
- Bundesliga ezüstérmes – 1999, 2000, 2002
- Német kupa ezüstérmes – 2002

Bayern München
- Német bajnok – 2003, 2005, 2006
  - Ezüstérmes – 2004
- Németkupa-győztes – 2003, 2005, 2006

Chelsea
- Premier League győztes – 2010
  - Ezüstérmes – 2007, 2008
- FA-kupa-győztes – 2007, 2009, 2010
- Ligakupa-győztes – 2007
  - Ezüstérmes – 2008
- UEFA Bajnokok Ligája ezüstérmes – 2008

Válogatott
- FIFA világbajnokság ezüstérmes – 2002
- UEFA Európa-bajnokság ezüstérmes – 2008
- FIFA világbajnokság bronzérmes – 2006
- FIFA Konföderációs kupa bronzérmes – 2005

Egyénileg
- Az év német labdarúgója – 2002, 2003, 2005
- UEFA Év középpályása – 2002
- a FIFA 100 tagja
- Soccer Digest Év játékosa – 2002

## Statisztika

### Klubcsapatokkal
Frissítve: 2008. május 2.
| Csapat           | Szezon  | Bajnokság | Bajnokság | Kupa    | Kupa  | UEFA    | UEFA  | Összesen | Összesen |
| Csapat           | Szezon  | Meccsek   | Gólok     | Meccsek | Gólok | Meccsek | Gólok | Meccsek  | Gólok    |
| ---------------- | ------- | --------- | --------- | ------- | ----- | ------- | ----- | -------- | -------- |
| Chemnitzer FC    | 1995–96 | 15        | 0         |         |       | -       | -     | 15       | 0        |
| Chemnitzer FC    | 1996–97 | 34        | 10        |         |       | -       | -     | 34       | 10       |
| Chemnitzer FC    | Össz.   | 49        | 10        |         |       | -       | -     | 49       | 10       |
| Kaiserslautern   |         |           |           |         |       |         |       |          |          |
| 1997–98          | 16      | 0         | 2         | 0       | -     | -       | 18    | 0        |          |
| 1998–99          | 30      | 4         | 2         | 0       | 5     | 0       | 37    | 4        |          |
| Össz.            | 46      | 4         | 4         | 0       | 5     | 0       | 55    | 4        |          |
| Bayer Leverkusen | 1999–00 | 23        | 3         | 0       | 0     | 2       | 2     | 25       | 5        |
| Bayer Leverkusen | 2000–01 | 27        | 7         | 2       | 0     | 5       | 1     | 34       | 8        |
| Bayer Leverkusen | 2001–02 | 29        | 17        | 4       | 1     | 15      | 7     | 48       | 25       |
| Bayer Leverkusen | Össz.   | 79        | 27        | 6       | 1     | 22      | 10    | 107      | 38       |
| Bayern München   | 2002–03 | 26        | 10        | 5       | 4     | 7       | 1     | 38       | 15       |
| Bayern München   | 2003–04 | 28        | 7         | 3       | 2     | 8       | 0     | 39       | 9        |
| Bayern München   | 2004–05 | 27        | 13        | 4       | 3     | 9       | 2     | 40       | 18       |
| Bayern München   | 2005–06 | 26        | 14        | 5       | 1     | 6       | 1     | 37       | 16       |
| Bayern München   | Össz.   | 107       | 44        | 17      | 10    | 30      | 4     | 154      | 58       |
| Chelsea          | 2006–07 | 26        | 4         | 9       | 1     | 10      | 2     | 45       | 7        |
| Chelsea          | 2007–08 | 18        | 7         | 5       | 0     | 7       | 2     | 30       | 9        |
| Chelsea          | Össz.   | 44        | 11        | 14      | 1     | 17      | 4     | 75       | 16       |
| Összesen         |         | 289       | 86        | 41      | 12    | 73      | 18    | 403      | 116      |

### Válogatottal
| Válogatott  | Év   | Barátságos mérkőzés | Barátságos mérkőzés | Tétmérkőzés | Tétmérkőzés | Összesen | Összesen |
| Válogatott  | Év   | Meccsek             | Gólok               | Meccsek     | Gólok       | Meccsek  | Gólok    |
| ----------- | ---- | ------------------- | ------------------- | ----------- | ----------- | -------- | -------- |
| Németország | 2008 | 4                   | 2                   | 4           | 4           | 8        | 6        |
| Németország | 2007 | 1                   | 0                   | 1           | 0           | 2        | 0        |
| Németország | 2006 | 7                   | 4                   | 7           | 2           | 14       | 6        |
| Németország | 2005 | 7                   | 3                   | 4           | 4           | 11       | 7        |
| Németország | 2004 | 10                  | 7                   | 3           | 1           | 13       | 8        |
| Németország | 2003 | 1                   | 0                   | 4           | 2           | 5        | 2        |
| Németország | 2002 | 3                   | 1                   | 8           | 5           | 11       | 6        |
| Németország | 2001 | 2                   | 0                   | 7           | 6           | 9        | 6        |
| Németország | 2000 | 5                   | 0                   | 4           | 0           | 9        | 0        |
| Németország | 1999 | 1                   | 0                   | 2           | 0           | 3        | 0        |
| Összesen    |      | 41                  | 17                  | 44          | 24          | 85       | 41       |

### Góljai a válogatottban
Az alábbi táblázatban vannak felsorolva Michael Ballack válogatottban szerzett góljai.
|     | Dátum                | Helyszín                                    | Ellenfél         | Eredmény | Kiírás                   |
| --- | -------------------- | ------------------------------------------- | ---------------- | -------- | ------------------------ |
| 1.  | 2001. március 28.    | Olimpiai stadion, Athén                     | Görögország      | 4-2      | 2002-es vb-selejtező     |
| 2.  | 2001. június 2.      | Olimpiai stadion, Helsinki                  | Finnország       | 2–2      | 2002-es vb-selejtező     |
| 3.  | 2001. június 6.      | Qemal Stafa Stadion, Tirana                 | Albánia          | 2–0      | 2002-es vb-selejtező     |
| 4.  | 2001. november 10.   | Olimpijszkij National Sports Complex, Kijev | Ukrajna          | 1–1      | 2002-es vb-selejtező     |
| 5.  | 2001. november 14.   | Westfalenstadion, Dortmund                  | Ukrajna          | 4–1      | 2002-es vb-selejtező     |
| 6.  | 2001. november 14.   | Westfalenstadion, Dortmund                  | Ukrajna          | 4–1      | 2002-es vb-selejtező     |
| 7.  | 2002. június 1.      | Sapporo Dome, Szapporo                      | Szaúd-Arábia     | 8–0      | 2002-es világbajnokság   |
| 8.  | 2002. június 21.     | Munsu Cup Stadion, Ulsan                    | Egyesült Államok | 1–0      | 2002-es világbajnokság   |
| 9.  | 2002. június 25.     | Szöul Világbajnoki Stadion, Szöul           | Dél-Korea        | 1–0      | 2002-es világbajnokság   |
| 10. | 2002. augusztus 21.  | Vaszil Levszki Nemzeti Stadion, Szófia      | Bulgária         | 2–2      | Barátságos mérkőzés      |
| 11. | 2002. szeptember 7.  | S. Darius és S. Girėnas Stadion, Kaunas     | Litvánia         | 2–0      | 2004-es Eb-selejtező     |
| 12. | 2002. október 16.    | AWD Arena, Hannover                         | Feröer           | 2–1      | 2004-es Eb-selejtező     |
| 13. | 2003. szeptember 10. | Westfalenstadion, Dortmund                  | Skócia           | 2–1      | 2004-es Eb-selejtező     |
| 14. | 2003. október 11.    | AOL Arena, Hamburg                          | Izland           | 3–0      | 2004-es Eb-selejtező     |
| 15. | 2004. március 31.    | RheinEnergieStadion, Köln                   | Belgium          | 3–0      | Barátságos mérkőzés      |
| 16. | 2004. május 27.      | Dreisamstadion, Freiburg                    | Málta            | 7–0      | Barátságos mérkőzés      |
| 17. | 2004. május 27.      | Dreisamstadion, Freiburg                    | Málta            | 7–0      | Barátságos mérkőzés      |
| 18. | 2004. május 27.      | Dreisamstadion, Freiburg                    | Málta            | 7–0      | Barátságos mérkőzés      |
| 19. | 2004. május 27.      | Dreisamstadion, Freiburg                    | Málta            | 7–0      | Barátságos mérkőzés      |
| 20. | 2004. június 23.     | Estádio José Alvalade, Lisszabon            | Csehország       | 1–2      | 2004-es Európa-bajnokság |
| 21. | 2004. december 16.   | Nissan Stadion, Yokohama                    | Japán            | 3–0      | Barátságos mérkőzés      |
| 22. | 2004. december 19.   | Busan Asiad Stadion, Busan                  | Dél-Korea        | 1–3      | Barátságos mérkőzés      |
| 23. | 2005. június 4.      | Windsor Park, Belfast                       | Észak-Írország   | 4–1      | Barátságos mérkőzés      |
| 24. | 2005. június 4.      | Windsor Park, Belfast                       | Észak-Írország   | 4–1      | Barátságos mérkőzés      |
| 25. | 2005. június 15.     | Waldstadion, Frankfurt                      | Ausztrália       | 4–3      | Konföderációs kupa       |
| 26. | 2005. június 18.     | RheinEnergieStadion, Köln                   | Tunézia          | 3–0      | Konföderációs kupa       |
| 27. | 2005. június 25.     | Frankenstadion, Nürnberg                    | Brazília         | 2–3      | Konföderációs kupa       |
| 28. | 2005. június 29.     | Zentralstadion, Lipcse                      | Mexikó           | 4–3      | Konföderációs kupa       |
| 29. | 2005. augusztus 17.  | Feijenoord Stadion, Rotterdam               | Hollandia        | 2–2      | Barátságos mérk.         |
| 30. | 2006. március 22.    | Signal Iduna Park, Dortmund                 | Egyesült Államok | 4–1      | Barátságos mérk.         |
| 31. | 2006. június 2.      | Borussia-Park, Mönchengladbach              | Kolumbia         | 3–0      | Barátságos mérk.         |
| 32. | 2006. június 6.      | Stadio Olimpico, Serravalle                 | San Marino       | 13–0     | 2008-as Eb-selejtező     |
| 33. | 2006. október 7.     | Ostseestadion, Rostock                      | Grúzia           | 2–0      | Barátságos mérk.         |
| 34. | 2006. október 11.    | Tehelné pole, Pozsony                       | Szlovákia        | 4–1      | 2008-as Eb-selejtező     |
| 35. | 2006. november 15.   | GSP Stadion, Lefkosia                       | Ciprus           | 1–1      | 2008-as Eb-selejtező     |
| 36. | 2008. május 31.      | Veltins-Arena, Gelsenkirchen                | Szerbia          | 2–1      | Barátságos mérk.         |
| 37. | 2008. június 16.     | Ernst Happel Stadion, Bécs                  | Ausztria         | 1–0      | 2008-as Európa-bajnokság |
| 38. | 2008. június 19.     | St. Jakob-Park, Bázel                       | Portugália       | 3–2      | 2008-as Európa-bajnokság |
| 39. | 2008. október 11.    | Signal Iduna Park, Dortmund                 | Oroszország      | 2–1      | 2010-es vb-selejtező     |
| 40. | 2009. március 28.    | Zentralstadion, Lipcse                      | Liechtenstein    | 4-0      | 2010 vb-selejtező        |
| 41. | 2009. április 1.     | Millenium Stadion, Cardiff                  | Wales            | 0-2      | 2010 vb-selejtező        |
| 42. | 2009. szeptember 9.  | AWD-Arena, Hannover                         | Azerbajdzsán     | 4-0      | 2010 vb-selejtező        |